# Xfig

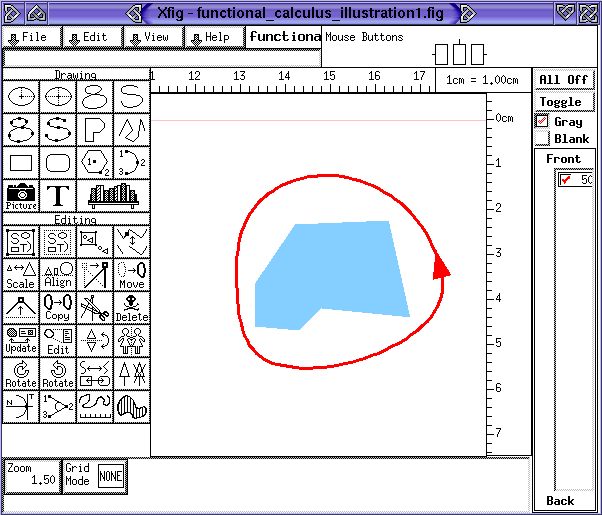
Captura de tela do Xfig

Xfig é um editor vetorial gráfico open source que roda no X Window System, na maioria das plataformas compatíveis  UNIX.
No xfig, figuras podem ser desenhadas usando objetos como círculos, caixas, linhas, curvas spline, textos, etc. Isto torna possível importar imagens em formatos como GIF, JPEG, SVG, EPSF (PostScript), etc. Estes objetos podem ser criados, excluídos, movidos ou modificados. Atributos como cores ou estilos de linhas podem ser selecionados de vários modos. Para texto, 35 fontes estão disponíveis. 
O xfig salva figuras em seu formato nativo somente texto Fig format, mas ele pode ser convertido em vários formatos como PostScript, GIF, JPEG, HP-GL, etc. O xfig tem facilidade em imprimir figuras para impressoras PostScript também.
Muitas operações são feitas usando o mouse, mas algumas operações podem também ser feitas usando "aceleradores de teclado" (atalhos). O uso de um mouse de três botões é recomendado, mas também é possível usar um mouse de dois botões (se você tiver um mouse de dois botões e seu servidor X não emular um mouse de três botões, pressione a tecla Meta (ou Alt) e o botão direito do mouse juntos para simular o botão 2 do mouse). Normalmente, os botões do mouse de 1 a 3 são associados aos botões esquerdo, do meio e da direita, respectivamente.

## História
Xfig foi escrito por Supoj Sutanthavibul em 1985 para o SunView. Ken Yap portou o xfig para o X11. Em 1989, Brian V. Smith adicionou mias recursos. Em 1991, Paul King adicionou mais recursos incluindo revisando a interface gráfica do usuário para a versão 2.0. Em 1997, Tom Sato adicionou suporte a texto em Japonês, corretor ortográfico, busca e substituição.

## Importação
Xfig pode importar vários arquivos como images:
- Formatos Raster: GIF, JPEG, PCX, PNG, PPM, TIFF, XBM, and XPM
- Formatos gráficos vetoriais: EPS, PostScript

## Exportação
Xfig pode exportar em vários formatos:
- Formatos Raster: GIF, JPEG, PNG, PPM, XBM, XPM, PCX, TIFF, SLD
- Formatos para documentos impressos: PostScript, PDF, HP-GL (linguagem de controle de impressoras usada por plotters da Hewlett-Packard),
- Formatos gráficos vetoriais: EPS, SVG, PIC, CGM, Metafont, MetaPost, EMF, Tk[6]
- Arquivos LaTeX: PGF/TikZ, PStricks[6]